# Оглсби (Илиноис)
Оглсби (енгл. Oglesby) град је у америчкој савезној држави Илиноис. По попису становништва из 2010. у њему је живело 3.791 становника.

## Демографија
Према попису становништва из 2010. у граду је живело 3.791 становника, што је 144 (3,9%) становника више него 2000. године.
| Група             | 2000.         | 2010.         |
| Белци             | 3.495 (95,8%) | 3.448 (91,0%) |
| Афроамериканци    | 16 (0,4%)     | 14 (0,4%)     |
| Азијати           | 12 (0,3%)     | 28 (0,7%)     |
| Хиспаноамериканци | 103 (2,8%)    | 247 (6,5%)    |
| Укупно            | 3.647         | 3.791         |